# Pheneps plaumanni
Pheneps plaumanni là một loài bọ cánh cứng trong họ Psephenidae. Loài này được Hinton miêu tả khoa học đầu tiên năm 1937.